# Parapoynx affinialis
Parapoynx affinialis (лат.) — вид чешуекрылых насекомых из семейства огнёвок-травянок (Crambidae). Встречается в Палеарктике, Ориентальной области и Австралии.

## Распространение
Европа. Ближний Восток, Кавказ, Египет, Турция, Иран, Ирак, Саудовская Арвия, Индия и Австралия.

## Описание
Молевидные чешуекрылые небольших размеров. Бабочки летают летом и осенью около водоёмов. Гусеница развиваются в листьях (которые минируют) и в стеблях. Среди кормовых растений отмечены такие представители: Potamogeton perfoliatus (семейство Рдестовые) и другие.